# Éjjeli Vérfarkas (film)
Az Éjjeli Vérfarkas (eredeti cím: Werewolf by Night) 2022-es amerikai szuperhősfilm Michael Giacchino rendezésében. Gyártója a Marvel Studios, forgalmazója a Disney Platform Distribution. A Marvel-moziuniverzum (MCU) első különkiadása. A forgatókönyvet Heather Quinn és Peter Cameron írta. A főszerepben Gael García Bernal, mint a címszereplő Éjjeli Vérfarkas, Laura Donnelly és Harriet Sansom Harris látható.
A filmet az Amerikai Egyesült Államokban és Magyarországon 2022. október 7-én a Disney+-on mutatták be.

## Cselekmény
Ulysses Bloodstone halála után a szörnyvadász Jack Russellt Ulysses özvegye, Verussa a Bloodstone-kastélyba hívja, ahol őt és a többi szörnyvadászt kiválasztják, hogy részt vegyenek egy vadászaton, amelynek célja, hogy meghatározzák az új vezetőt, aki a Bloodstone-relikviát fogja kezelni. Ulysses elhidegült lánya, Elsa is megérkezik, hogy birtokba vegye az ereklyét, annak ellenére, hogy Verussa óva int ettől.
A vadászat a kastély labirintusszerű területén kezdődik az ereklye által beültetett, elfogott szörnyeteggel. Az Elzával való találkozás után Russell megtalálja a foglyul ejtett szörnyet, aki történetesen egy barátja, akit meg akar menteni. Russell elválik a szörnytől, és újra találkozik Elzával, aki egy sírkamrában rejtőzik. Megállapodnak abban, hogy együtt dolgoznak a Ted nevű szörny kiszabadításán, és az ereklye megszerzésén Elsa számára. Russell lerombol egy falat, hogy Ted elmenekülhessen az erdőbe, míg Elsának sikerül megszereznie az ereklyét. Maga az ereklye reagál Russellre, jelezve, hogy ő egy szörnyeteg, amikor Verussa és a többi vadász megérkezik.
Verussa egy ketrecbe zárja Russellt és Elzát, és elkezdi elvarázsolni az ereklyét, hogy felfedje az igazi természetét. Russell vérfarkassá változik, és megszökik a fogságból, mielőtt megtámadná Verussát és csatlósait. Elsa megszökik a ketrecből és megöli a vadászokat, de Russell megtámadja, miután megmentette őt Verussa támadásától, de megkíméli az életét és elmenekül, miután felismeri őt. A dühös Verussa megpróbálja megölni Elzát, de Ted megtámadja, aki feloszlatja őt, mielőtt elmegy, hogy megkeresse Russellt. Miközben Elsa megörökli a kastélyt, Russell és Ted újra találkoznak az erdőben.

## Szereplők
| Szerep                          | Színész               | Magyar hang      | Leírás |
| ------------------------------- | --------------------- | ---------------- | --- |
| Jack Russell / Éjjeli Vérfarkas | Gael García Bernal    | Szemenyei János  | Szörnyvadász, akit egy átok sújt, ami vérfarkassá változtatja.                                                      |
| Elsa Bloodstone                 | Laura Donnelly        | Csuja Fanni      | Ulysses elhidegült lánya, akinek nem tetszik a családja szörnyvadász hagyománya.                                    |
| Verussa Bloodstone              | Harriet Sansom Harris | Ecsedi Erzsébet  | Ulysses özvegye, aki a szörnyvadászok titkos csoportjának vezetője.                                                 |
| Joshua Jovan                    | Kirk Thatcher         | Schneider Zoltán | Szörnyvadászok. |
| Azarel                          | Eugenie Bondurant     | Nem szólal meg   | Szörnyvadászok. |
| Liorn                           | Leonardo Nam          |                  | Szörnyvadászok. |
| Barasso                         | Daniel J. Watts       |                  | Szörnyvadászok. |
| Billy Swan                      | Al Hamacher           | Csuha Lajos      | A Bloodstone család szolgája.                                                                                       |
| Ted Sallis / Man-Thing          | Carey Jones           | Eredeti hang     | Mocsári lény, aki valaha ember volt                                                                                 |
| Narrátor                        | Rick Wasserman        | Bognár Tamás     | Aki, különkiadás nyitójelenetét narrálja.                                                                           |
| Ulysses Bloodstone              | Richard Dixon         | Németh Gábor     | Elsa szörnyvadász apja, akinek holttestét karneváli stílusú automatának állították be, hogy rövid beszédet mondjon. |

### Magyar változat
- Magyar szöveg: Gáspár Bence
- Szakértő: Aradi Gergely
- Felvevő hangmérnök: Jacsó Bence
- Vágó: Kajdácsi Brigitta
- Gyártásvezető: Gelencsér Adrienne
- Szinkronrendező: Tabák Kata
- Produkciós vezető: Hagen Péter
- Művészeti vezető: Maciej Eyman
- Keverőstúdió: Shepperton International

A szinkront a Mafilm Audio Kft. készítette.

## A sorozat készítése
A Marvel Comics karakteréből, az Éjjeli Vérfarkasból 2001 májusára terveztek egy játékfilmet, amelyet a Marvel Studios gyártott volna, és a Dimension Films forgalmazott volna. A történetet pedig Avi Arad, Kevin Feige és Ari Arad, a Marvel Studios munkatársai dolgozták volna ki. Hans Rodionoff 2002 júniusára megírta a forgatókönyvet John Fasano több vázlatát követően, a Crystal Sky Pictures pedig a film koprodukcióját vállalta. 2003 februárjára Robert Nelson Jacobs átírta a filmet. 2004 márciusának elején a projektet az Amerikai Filmpiacon hirdették meg forgalmazásra, novemberre pedig a Crystal Sky előkészítette a film forgatását az Egyesült Királyságban a következő hat hónap során. A következő novemberben a Crystal Sky azt tervezte, hogy rövidesen bejelentik a rendezőt és a szereplőket, és 2006-ban kezdik el a forgatást, de ez nem valósult meg. 2019 februárjában a Marvel Studios már 2019 februárjában tervezte felhasználni a karaktert egy Marvel-moziuniverzum (MCU) projektben, amikor Kevin Smith-t tájékoztatták, hogy a Marvel Studios saját tervei miatt nem szerepelhet az Éjjeli Vérfarkas a Marvel Televízió akkor tervezett Howard, a kacsa animációs sorozatában.
2021 augusztusára a Marvel Studios egy Halloween-témájú televíziós különkiadást fejlesztett a Disney+ számára, amelynek középpontjában állítólag az Éjjeli Vérfarkas állt, bár nem volt világos, hogy a karakter Jack Russell vagy Jake Gomez változata. A hónap elején a Production Weekly az Éjjeli Vérfarkas projektet is beemelte a közelgő, fejlesztés alatt álló projektekről szóló jelentésébe. Michael Giacchino-t szerződtették az egyórás különkiadás rendezésére 2022 márciusára, miután korábban több MCU-film zenéjét is szerezte. Giacchino korábban a 2018-as Monster Challenge című rövidfilmet és a Star Trek: Short Treks "Ephraim és Dot" című animációs epizódot (2019) rendezte.

### Forgatás
A forgatás 2022. március 29-én kezdődött a Trilith Studiosban Atlantában. A forgatás korábban úgy volt, hogy februárban kezdődik, és egy hónapig, márciusig tart. A forgatás április végén fejeződött be.